# Tmesisternus cinnamomeus
Tmesisternus cinnamomeus là một loài bọ cánh cứng trong họ Cerambycidae.